# إيليا بيلـؤوسوف
إيليا بيلـؤوسوف هو لاعب كرة قدم روسي في مركز الوسط، ولد في 29 نوفمبر 1978. لعب مع نادي أكاديمية تولياتي لكرة القدم.

## وصلات خارجية
- إيليا بيلـؤوسوف على موقع قاعدة بيانات كرة القدم.إي يو (الإنجليزية)
- إيليا بيلـؤوسوف على موقع Soccerway.com (الإنجليزية)